# Heinrich Teipel (Journalist)
Heinrich Teipel (* vor 1892; † nach 1940) war ein deutscher Journalist.
Er wurde im November 1912 bei Adolf Dyroff an der Philosophischen Fakultät der Universität Bonn promoviert mit einer Doktorarbeit über den französischen Philosophen Pierre Charon (1541–1603), Zur Frage des Skeptizismus bei Pierre Charon.
Teipel gehörte dem linken Flügel der Zentrumspartei an. Er war bis 1922 Hauptschriftleiter der Zentrums-Presse-Korrespondenz. Anschließend arbeitete er als Redakteur der Zeitungen Der Deutsche, Germania (1922 bis 1925) und Rhein-Mainischen Volkszeitung. Er war ab 1925 Redakteur der Berliner Zeitungskorrespondenz Reichsdienst der deutschen Presse, die der frühere Germania-Chef und frühere Reichspressechef Carl Spiecker in der Deutsche Nachrichten- und Korrespondenz-Gesellschaft mbH (DNKG) herausgab. Von 1927 bis 1929 fungierte er als Schriftleiter der Deutschen Republik. Zudem war er ständiger Mitarbeiter der Reichsbannerzeitung und schrieb unter Pseudonym über innenpolitische Themen. 1940 wurde er Pariser Korrespondent der Zeitschrift Zeitungswissenschaft.

## Schriften
- Zur Frage des Skeptizismus bei Pierre Charon. 1912.
- Wir müssen aus dem Turm heraus. Berlin 1925.
- Graf Westarp. Parlamentarier wider den Parlamentarismus, Berlin. Berlin 1932.